# Estadio Juan B. Ruiz Díaz
El Estadio Juan Bautista Ruíz Díaz es un estadio de fútbol de Paraguay que se encuentra ubicado en la ciudad de Lambaré, en la intersección de las calles Avenida Cacique Lambaré y Héroes del 70. En este escenario, que cuenta con capacidad para 5500 personas, hace las veces de anfitrión el equipo de fútbol del Club Capitán Figari.
El predio fue adquirido en el año 1972 y desde entonces el club ha ejercido de local en este estadio, antiguamente el club jugaba en lo que hoy es una plaza del barrio Valle Apu'á. 
El nombre del estadio es en honor del señor Juan Bautista Ruíz Díaz, antiguo dirigente del club y uno de los principales colaboradores en la compra del predio del estadio, junto al señor Alfonso Colmán.
En el año 2015 se realizó algunas mejoras a la graderías del estadio.